# Macrodontia (inseto)
Macrodontia é um gênero de insetos da ordem Coleoptera e da família Cerambycidae, subfamília Prioninae, classificado por Lepeletier & Audinet-Serville em 1830; contendo doze espécies de besouros da região neotropical, distribuídas do sul do México até Bolívia, Paraguai e região sul do Brasil ao norte da Argentina (Misiones); com duas espécies na América Centralː Macrodontia castroi Marazzi, Pavisi & Marazzi 2008, na Guatemala, Honduras, Nicarágua, e Macrodontia batesi Lameere 1912, em Honduras, Nicarágua, Costa Rica e Panamá.
O gênero inclui indivíduos ou espécimes cuja dimensão pode ultrapassar os 15 centímetros de comprimento, notadamente na espécie Macrodontia cervicornis (Linnaeus, 1758), sua espécie-tipo, com os machos dotados de grandes mandíbulas e cujas larvas, em ambos os sexos, costumam se alimentar de madeira morta, mas também podendo atacar espécies de palmeiras, perfurando-as ainda com vida e abrindo extensas galerias em seu interior; algumas dessas larvas servindo até mesmo de alimento para os humanos.

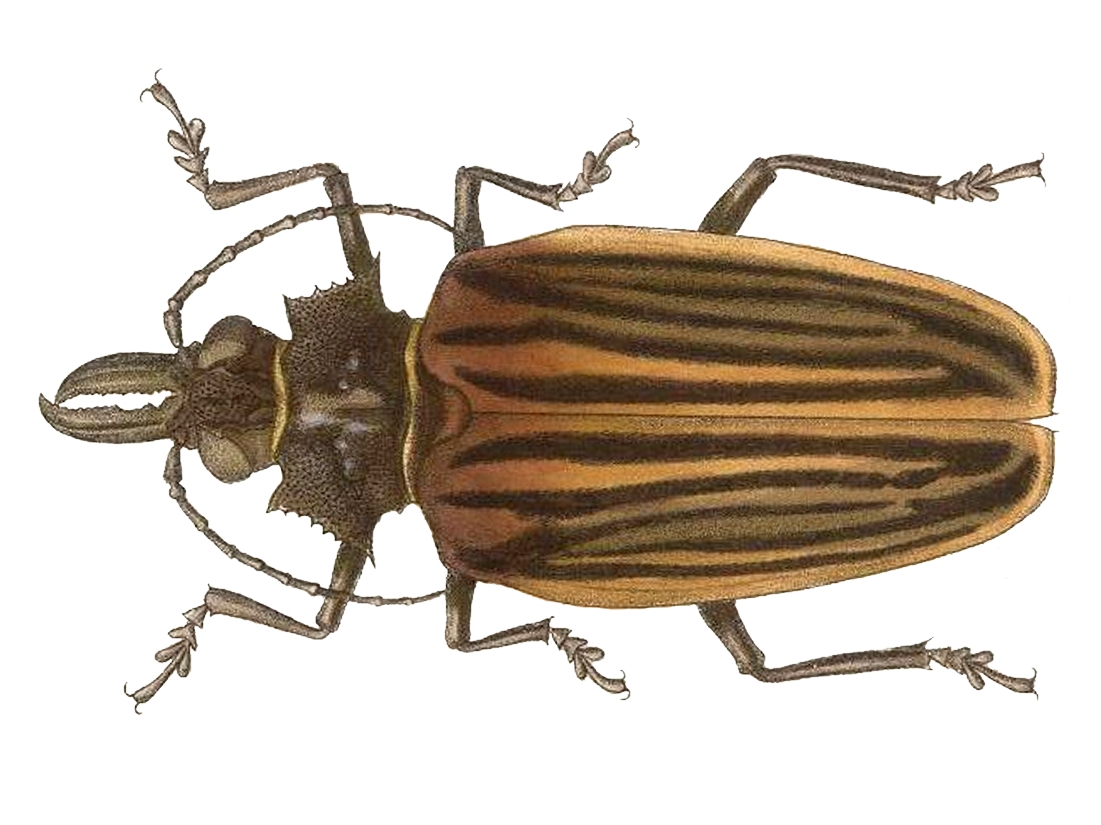
Ilustração de Macrodontia batesi Lameere, 1912.

O termo Macrodontia provém do grego antigo μακρός (makros), que significa "longo", e ὀδόντος (odontos), que significa "um dente, presa ou qualquer coisa pontiaguda".

## Espécies
- Macrodontia cervicornis (Linnaeus, 1758)*
- Macrodontia crenata (Olivier, 1795)*
- Macrodontia flavipennis Chevrolat, 1833*
- Macrodontia dejeanii Gory, 1839
- Macrodontia batesi Lameere, 1912
- Macrodontia mathani Pouillaude, 1915
- Macrodontia zischkai Tippmann, 1960*
- Macrodontia marechali Bleuzen 1990
- Macrodontia jolyi Bleuzen, 1994
- Macrodontia itayensis Simoëns, 2006
- Macrodontia castroi Marazzi, Pavisi & Marazzi, 2008[1]
- Macrodontia antonkozlovi Santos-Silva, 2016[8]

OBSː as quatro espécies assinaladas com o sinal de asterisco (*) estão representadas em território brasileiroː crenata e zischkai nas regiões Norte e Centro-Oeste.